# 沈黙の激突
『沈黙の激突』（ちんもくのげきとつ、原題：Attack Force）は、2006年にアメリカで製作されたアクション映画。

## 概要
当初"Harvester"の題で撮影が進められた本作だったが、製作会社の意向でプロット及び内容に変更が加えられた。大幅な再撮影や再編集が加えられため、セガールの声を一部別人が充てていたり、編集のミスが存在する。

## ストーリー
米軍将校のマーシャル・ローソンは、3人の部下を何者かに殺される。独自に調査を行い、謎の薬物CTXを投与されて超人化した女性に3人とも殺害されていたことを突き止めるが・・・。

## キャスト
※括弧内は日本語吹替版キャスト
- マーシャル・ローソン - スティーヴン・セガール（大塚明夫）

米軍エリート部隊の司令官。
- ティア - リサ・ラヴブランド（柳沢真由美）

マーシャルの恋人。生化学者。
- デュエイン - デヴィッド・ケネディ（小山力也）

マーシャルの部下。
- ワーナー - ダニー・ウェッブ （堀本等）
- ロビンソン - アンドリュー・ビックネル （中村秀利）
- アルーン

研究プログラムの責任者。ストリップバーのオーナーでもある。
- モーガン

海軍大尉。
- ランベール

パリ市警の刑事。
- レイナ

3名を殺害した女。
- クイーン

テロリスト集団の女リーダー。